# Panasqueiraïta
La panasqueiraïta és un mineral de la classe dels fosfats, que pertany al grup de la tilasita. Rep el nom de la seva localitat tipus.

## Característiques
La panasqueiraïta és un fosfat de fórmula química CaMg(PO₄)(OH,F). Va ser aprovada com a espècie vàlida per l'Associació Mineralògica Internacional l'any 1978, i la primera publicació data del 1981. Cristal·litza en el sistema monoclínic. La seva duresa a l'escala de Mohs és 5. És un mineral molt rar; sent la majoria de mostres triplites o altres fosfats visualment similars.
Segons la classificació de Nickel-Strunz, la panasqueiraïta pertany a «08.BH: Fosfats, etc. amb anions addicionals, sense H₂O, amb cations de mida mitjana i gran, (OH, etc.):RO₄ = 1:1» juntament amb els següents minerals: thadeuïta, durangita, isokita, lacroixita, maxwellita, tilasita, drugmanita, bjarebyita, cirrolita, kulanita, penikisita, perloffita, johntomaïta, bertossaïta, palermoïta, carminita, sewardita, adelita, arsendescloizita, austinita, cobaltaustinita, conicalcita, duftita, gabrielsonita, nickelaustinita, tangeïta, gottlobita, hermannroseïta, čechita, descloizita, mottramita, pirobelonita, bayldonita, vesignieïta, paganoïta, jagowerita, carlgieseckeïta-(Nd), attakolita i leningradita.

## Formació i jaciments
Va ser descoberta a la mina Panasqueira, situada a la localitat de Panasqueira, a Covilhã, dins el districte de Castelo Branco (Portugal). Es tracta de l'únic indret de tot el planeta on ha estat descrita aquesta espècie mineral.